# 模型雑誌
模型雑誌（もけいざっし）とは、模型に関する情報を提供する雑誌である。
ホビー誌と呼ばれることもあるが、英語のホビー（hobby）とは趣味のことであり、模型や玩具に限定するのは言葉としては正しくない。
また、2009年2月から無料ネットマガジン形態の模型雑誌が刊行されている。

## 歴史

### 戦前
1924年誠文堂（のち誠文堂新光社）により創刊された『子供の科学』に本間清人が鉄道模型などの模型製作記事を連載した。本間は模型用モータを設計し、模型製作記事の材料とともに子供の科学代理部（のちの科学教材社）により通信販売された。また山北藤一郎が電気機関車や電気関係の製作記事を連載した。同じ誠文堂発行の『科学画報』でも香西健が鉄道模型製作記事を掲載、1/30・35mmゲージを提唱し戦前の標準となった。また模型を製造し全国各地に特約店をもっていた大阪の朝日屋 (大阪府)は1930年に『科学と模型』を創刊した。1936年の『模型鉄道』は鉄道模型店の川合模型製作所（カワイモデル）により創刊された鉄道模型専門誌で、月極読者を会員として青写真設計図の配布・見学会など行い最盛期には会員数500人を超えていた。しかし日中戦争勃発以降の戦時体制の強化により趣味どころではなくなった。模型製作は材料不足をおこし、紙不足で出版物発行も難しくなった。1940年から『子供の科学』『科学画報』は用紙節約のため予約分のみ配本となり、『模型鉄道』は1943年廃刊、『科学と模型』は休刊となった。
模型飛行機は戦時中であっても国策により教育の一環として推奨されていた（模型航空教育）。『グライダー』は元海軍機関少佐磯辺鉄吉の尽力で1931年11月から1932年8月まで正興館から、『模型航空』が1942年6月から東京日日新聞より『模型』が1943年6月から1945年1月まで日光書院から刊行されていた、実物雑誌『航空朝日』は模型飛行機工作や模型飛行機競技会のニュースが取り上げられており、1942年4月号は模型飛行機特集であった。同じく実物雑誌の『航空少年』も模型飛行機の頁があった。1941年12月誠文堂新光社より創刊され終戦により役目を終えたとして1945年11月号で終刊となった。

### 昭和20年代
戦争が終わると出版ブームが起こった。出版すれば何でも売れるという状態となり、陸続と新聞、雑誌、書籍が出版された。このブームの中で創刊されたのが『少年工作』『ラジオと模型』『モデランド』『科学少年』『動く実験室』『鉄道模型趣味』などである。さらに『子供の科学』『科学と模型』『科学画報』が復刊された。もっとも紙は配給、印刷事情から定期刊行は難しくたびたび合併号となる有様であった。やがてブームの終焉により多くの雑誌は急速に消えていった。
- 『少年工作』は1946年10月に科学教材社により創刊される。1950年8月『子供の科学』に統合される。
- 『ラジオと模型』は1946年に石川県金沢市で米原徹夫によってラジオと模型社から創刊された。発行元が東京の少年文化社に変わり1949年7月まで刊行されていた。米原の退陣後1949年10月から誌名が『ロケット』になり、内容も航空機関連の記事に変わった。なお少年文化社からは『動く実験室』が1946年10月から1950年まで刊行されていた。少年向けの科学誌の定番である自然の観察や海坊主や河童といった通常科学誌では扱わない題材の記事もあった。
- 『モデランド』は1946年12月に卸業者である教誠社[8]から創刊された。戦前から模型記事を執筆していた酒井喜房、田口武二郎、山北藤一郎他が寄稿し、黒岩保美に表紙を依頼していた。1948年11月に休刊になり日本科学教育協会の『模型少年』に引き継がれた。発行期間は1949年1月から1950年3月まで
- 『科学少年』は実業之日本社から1949年1月から1949年4月まで刊行されていた。内容は科学の力で未来に希望を持たせるような当時の科学雑誌の一般的な様式であった。また、科学の分野で大きな功績を残した人の伝記も掲載されていた。更に当時の少年向け雑誌の定番である少年が主人公として活躍する科学小説も連載されていた。
- 『模型とラジオ』は1952年11月科学教材社により創刊された会員制の『The Model Claftsman-模型とラジオ工作』を前身とする。1953年7月から一般に販売されるようになり、11月から『模型とラジオ工作』へ改題、さらに1955年1月『模型とラジオ』となる。少年向け工作雑誌としては最も長命であった。1984年6月休刊[9]。

### 昭和30年代（プラモデルの登場）
1958年に日本のプラモデルの歴史が始まった。特撮テレビ番組『サンダーバード』の製品の大ヒットによりプラモデルが広く認知されるようになった1961年、実物雑誌『航空情報』は臨時増刊号『プラモデル読本』を刊行。1963年から臨時増刊号『プラモデルガイド』を毎年発行する。また少年雑誌『少年ブック』は小冊子「日本プラ模型全集」を附録にし1964年6月号から小冊子「日本プラ模型新聞」を連載附録とした。1966年には、九州で模型店を経営していた井田博により日本初のプラモデル専門誌『モデルアート』が創刊されることになる。

## ジャンルによる分類
- 模型総合
  - 休刊：科学と模型（朝日屋）、模型とラジオ（科学教材社）、模型と工作（技術出版）、モデランド（教誠社）、ラジオと模型（少年文化社）
- プラモデル誌
  - 総合：モデルグラフィックス（大日本絵画）
  - キャラクターモデル総合[10]：月刊ホビージャパン（ホビージャパン）
  - スケールモデル総合[11]：モデルアート（モデルアート社)、スケールモデルファン（新紀元社）
  - 軍用車両：アーマーモデリング（大日本絵画）、パンツァーグラフ（モデルアート社）、ミリタリーモデリングマニュアル（ホビージャパン）
  - 航空機：スケールアヴィエーション（大日本絵画）、M-cat（モデルアート社）
  - 艦船：ネイビーヤード（大日本絵画）、艦船模型スペシャル（モデルアート社）
  - 自社広報誌：タミヤニュース（タミヤ）
  - 休刊：電撃スケールモデラー（アスキー・メディアワークス）、マスターモデラーズ（芸文社）、模型情報（バンダイ）、B-CLUB（バンダイ）、デュアルマガジン（タカラ・丸善）、SFプラモマガジン（講談社）、レプリカ（TACエディション）、プラホビー（プラホビー社）

- 無料ネットマガジン
  - スケールプラモデル総合：webモデラーズ
  - キャラクターモデル総合：電撃ホビーウェブ（アスキー・メディアワークス。前身は紙媒体の『電撃ホビーマガジン』）

- ラジコン誌
  - R/Cカー：ラジコンマガジン（八重洲出版）、RCワールド（エイ出版）
  - 航空機：ラジコン技術（電波実験社）、RCFan（洋泉社）、RCエアワールド（エイ出版）
  - 休刊：ラジコン専科（廣済堂出版）、SEA & SKY（潮書房）、ラジコンカースポーツ（内外出版社）、Uコン技術（電波実験社）、モデルジャーナル（電波実験社）
- 鉄道模型誌
  - 鉄道模型全般：鉄道模型趣味（機芸出版社）、RM MODELS（ネコ・パブリッシング）、とれいん（エリエイ）、トレインモデリングマニュアル（ホビージャパン）
  - Nゲージ専門：N.（イカロス出版）
  - 休刊：模型鉄道（模型鉄道研究会）
- 自動車模型誌
  - モデル・カーズ（ネコパブリッシング）、カーモデリングマニュアル（ホビージャパン）、ミニカーファン（エイ出版）、F1モデリング（山海堂から刊行され、後に東邦出版から刊行）、ミニカーマガジン（ミニカーショップイケダ）
  - 休刊：モデルスピードライフ（科学教材社）
- ガレージキット
  - レプリカント（竹書房）、フィギュアマニアックス乙女組（アスキー・メディアワークス）
- 玩具、フィギュア
  - フィギュア王（ワールドフォトプレス）、ハイパーホビー（徳間書店）、宇宙船（朝日ソノラマから刊行され、後にホビージャパン）